# Володарка (Алтайский край)
Володарка — село в Топчихинском районе Алтайского края России. Административный центр и единственный населённый пункт Володарского сельсовета.

## История
Впервые упоминается в документах в 1766 году, на 1900 год в Володарке 700 дворов, в 1902 году построена церковь, при ней церковно-приходская школа, было 2 магазина и паровая мельница.
В 1928 году село Володарское состояло из 718 хозяйств, основное население — русские. В административном отношении являлось центром Володарского сельсовета Чистюньского района Барнаульского округа Сибирского края.

## Население
| 1926  | 1997  | 1998  | 1999  | 2000  | 2001  | 2002  |
| ----- | ----- | ----- | ----- | ----- | ----- | ----- |
| 3832  | ↘1160 | ↗1202 | ↘1143 | ↘1132 | ↗1144 | ↘1054 |
| 2003  | 2004  | 2005  | 2006  | 2007  | 2008  | 2009  |
| ↘1045 | ↘1014 | ↗1022 | ↘1014 | ↘1006 | ↗1010 | ↘1007 |
| 2010  | 2011  | 2012  | 2013  | 2014  | 2015  | 2016  |
| ↘832  | ↗847  | ↘818  | ↘784  | ↘767  | ↘761  | ↘736  |
| 2017  | 2018  | 2019  | 2020  | 2021  |       |       |
| ↘733  | ↘715  | ↘712  | ↘695  | ↘680  |       |       |

Национальный состав
Согласно результатам переписи 2002 года, в национальной структуре населения русские составляли 97 %.